# Águas Claras (Salvador)
Águas Claras é um bairro situado em Salvador no estado da Bahia às margens da BR-324, próximo ao limite do município, a noroeste. Enfrenta, como a maioria dos bairros do miolo central, problemas como a insuficiência de infraestrutura básica.[carece de fontes?] Várias ações no campo do voluntariado e dos governos têm auxiliado para amenizar essa situação.[carece de fontes?] O bairro possui escolas públicas, galpões de armazenamento de containers e outros.[carece de fontes?]
Em função dos projetos de transporte público para o bairro, a especulação imobiliária tem elevado o preço do metro quadrado de terrenos ao longo da BR-324, apesar de ainda ser uma das áreas mais carentes de infraestrutura urbana de Salvador. O bairro pertence à Região Administrativa XIV (Quatorze) - "Cajazeiras".

## Demografia
Foi listado como um dos bairros mais perigosos de Salvador, segundo dados do Instituto Brasileiro de Geografia e Estatística (IBGE) e da Secretaria de Segurança Pública (SSP) divulgados no mapa da violência de bairro em bairro pelo jornal Correio em 2012. Ficou entre os mais violentos em consequência da taxa de homicídios para cada cem mil habitantes por ano (com referência da ONU) ter alcançado o segundo nível mais negativo, com o indicativo de "61-90", sendo um dos piores bairros na lista. Em maio de 2018 ficou entre os bairros com maior índice de roubo de carros em Salvador.